# Regiões TV
Regiões TV, ou ainda Regiões Televisão (RTV), foi um canal de televisão que a ZON estreou no dia 5 de dezembro de 2008, antigo RNTV (Região Norte TV) da TVTEL. Com a aquisição da TVTEL por parte da ZON, o canal mudou de nome e passou também a fazer parte da grelha desta última plataforma, com uma nova programação, que passou a abranger as regiões de todo o país, e não só as regiões do norte do país, como acontecia anteriormente. O canal esteve disponível na NOS (posição 198) na NOWO (posição 19), e terminou as suas emissões em 3 de novembro de 2020.